# Fischwehr

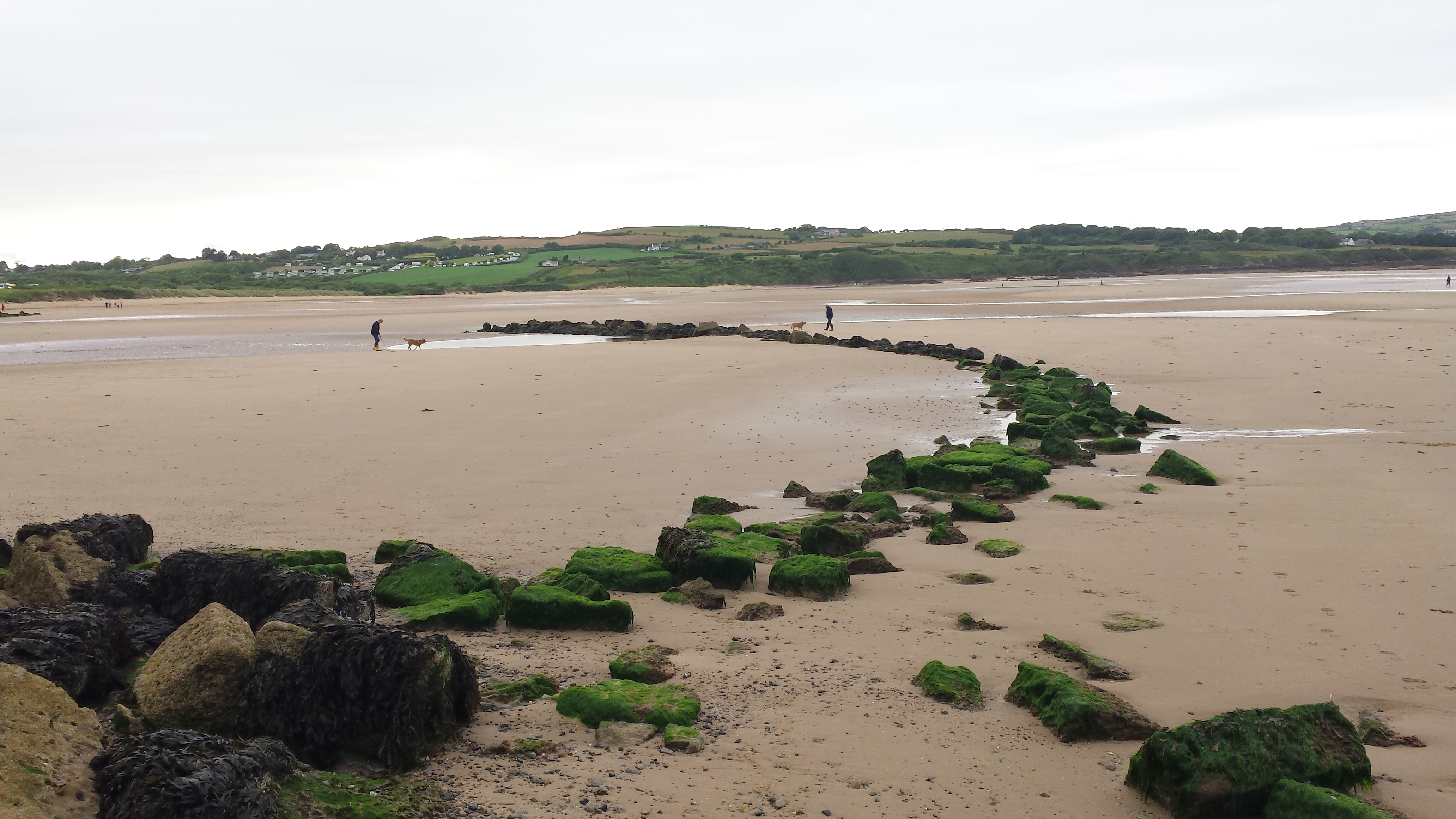
Rest eines mittelalterlichen Fischwehrs in Wales

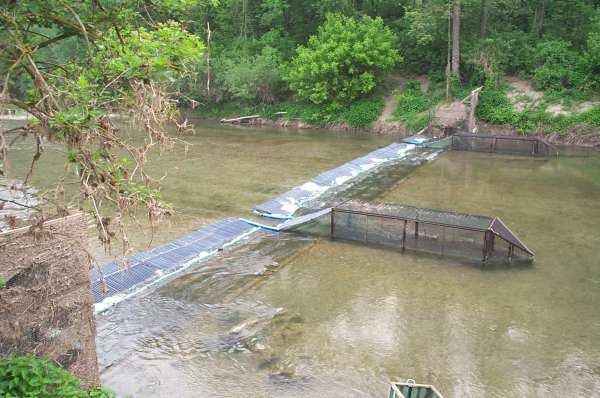
Fischwehr mit Reusenkästen an der Pielachmündung zum Beobachten und Zählen der Fischwanderung

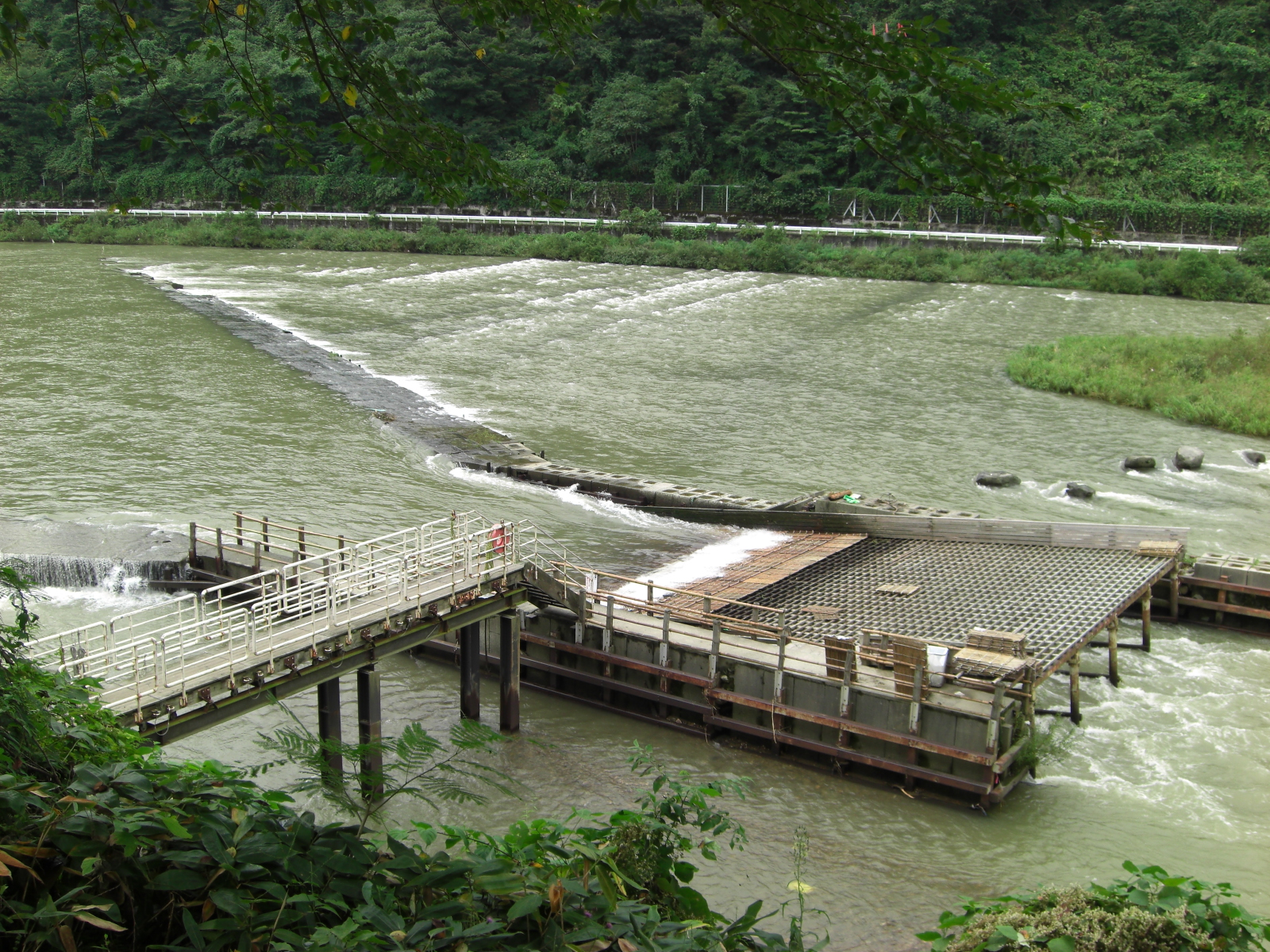
Fischwehr am Oberlauf des Mogami in Shirataka, Japan

Ganz allgemein dienen Fischwehre zum Fang von wandernden Fischen. Früher vor allem zur Nahrungsbeschaffung und zum gewerblichen Fischfang, werden sie heute vorwiegend für die Erforschung der Fischwanderung eingesetzt.
Bei Fischwehren in Fließgewässern wird in der Regel ein Flussprofil mit Leitzäunen in Form von Rechen abgesperrt. Wandernde Fische ab einer gewissen Größe können den Rechen nicht passieren und werden entweder am Wehr abgefischt (zum Beispiel mit Netzen) oder in eine Reuse geleitet, aus der sie einfach entnommen werden können.

## Dynamisches Fischwehr
Das Dynamische Fischwehr ist eine Weiterentwicklung herkömmlicher Techniken. Es entstand aus dem Wunsch nach einem Fischwehr, das wartungsfreundlich, transportabel und kostengünstig ist und – was in Flüssen besonders wesentlich ist – nicht durch Hochwasser zerstört wird. Es wurde am Institut für Hydrobiologie und Gewässerökologie (IHG) an der Universität für Bodenkultur Wien entwickelt (Mühlbauer et al., 2003). Als Vorbild diente das so genannte „resistance board weir“ (Tobin, 1994), das in Nordamerika für die Erfassung der Wanderung der Lachse eingesetzt wird.
Im Frühjahr 2004, nur ein Jahr nach Veröffentlichung des Dynamischen Fischwehrs, war diese Methode bereits an vier Flüssen in Österreich und Deutschland im Einsatz.

### Konstruktion, Montage, Wartung
Das dynamische Fischwehr besteht aus gitterähnlichen Paneelen, die aus Kunststoffrohren zusammengesetzt sind. Ein Ende wird an der Sohle verankert das andere mit einem Schwimmer über Wasser gehalten.
Aufgrund der Rechenstruktur des Fischwehrs bleibt in der Regel nur grobes Treibgut an der Konstruktion hängen, wodurch die Wartungsarbeit extrem reduziert wird.

### Hochwassersicherheit
Die wichtigste Eigenschaft des Dynamischen Fischwehrs ist seine Hochwassersicherheit. Um diese zu erreichen, sollte der Reusenkasten aus massivem Stahl oder vergleichbarem gefertigt sein. Hingegen muss das Dynamische Fischwehr möglichst flexibel sein, um den Wassermassen im Hochwasserfall nachgeben zu können. Bei steigendem Abfluss wird die Belastung für das Wehr immer größer, bis schließlich die Auftriebskraft der Schwimmer nicht mehr ausreicht und das Fischwehr nach unten gedrückt und überströmt wird. Steigt der Abfluss weiter an, wird das Fischwehr sukzessive überströmt. Gleichzeitig tritt immer mehr und größeres Treibgut auf, das die Anlage gefährden kann. In der Regel sind dann Reusenkasten und Fischwehr bereits ausreichend tief unter Wasser, um nicht beschädigt zu werden.
Um der hydraulischen Belastung am Gewässergrund standhalten zu können, muss das Fischwehr sorgfältig verarbeitet und ausreichend verankert sein. Im März 2002 wurde das Dynamische Fischwehr an der Pielach bei einem Abfluss von ca. 150 Kubikmeter pro Sekunde 4 bis 5 Meter hoch überströmt. Durch das ca. 10-jährige Hochwasserereignis entstand jedoch kein Schaden am Fischwehr.
Dynamische Fischwehre können vor allem bei folgenden wissenschaftlichen Fragestellungen eingesetzt werden.

## Fischereiliche Fragestellungen

### Bestandsaufnahmen
Befischungen zu einzelnen Terminen stellen in der Regel nur Momentaufnahmen dar. Durch Fischwehre können auch die sich bewegenden Fischpopulationen erfasst werden.
In großen Fließgewässern ist die quantitative Aufnahme von Fischbeständen in der Regel nicht möglich. In Situationen wo große Populationsteile in Nebengewässer ziehen, etwa um dort abzulaichen, können diese mittels Fischwehr erfasst und markiert werden. Nach Rückwanderung ins Hauptgewässer kann durch relativ wenige Wiederfänge der Gesamtbestand einer Fischart bestimmt werden.
So wurde durch den Einsatz eines Fischwehrs und das Markieren der Fische erstmals der Bestand einer Fischart für einen ganzen Abschnitt der Donau bestimmt – so geschehen im LIFE-Huchen Projekt für die aus dem Donauabschnitt Wachau einwandernden Nasen die am Fischwehr an der Pielachmündung markiert wurden (Zitek et al., 2004 in Vorbereitung).

### Fang von Laichfischen
Für die Aufzucht autochthonen Besatzmaterials können mittels Fischwehr Laichfische auf schonende Weise gefangen werden. Ein weiterer Vorteil ist, dass die Laichfische erst gefangen werden, wenn sie auch tatsächlich zum Laichplatz wandern.

## Ökologische Fragestellungen

### Monitoring von Fischwanderungen
Ein gesteigertes ökologisches Bewusstsein führt dazu, dass versucht wird, Flüsse heute im Sinne der Nachhaltigkeit zu behandeln und auf deren ökologische Funktion Rücksicht zu nehmen. Die EU trägt diesem Gedanken in der EU-Wasserrahmen-Richtlinie Rechnung. Die Beeinträchtigung der Durchwanderbarkeit für aquatische Organismen zählt zu den stärksten Eingriffen in die Ökologie unsere Flüsse. Sie ist verursacht durch Kraftwerke und Flussregulierung. In Gewässervernetzungsprojekten (Fischwanderhilfen, Wiederanbindung von Nebengewässern, …) wird versucht, die negativen Auswirkungen durch Gewässerfragmentierung zu kompensieren. Durch Fischwehre können sowohl bereits verwirklichte Gewässervernetzungen überprüft werden, ob sie von den Fischen auch tatsächlich angenommen werden bzw. kann zum Ermitteln der Priorität von Maßnahmen das Potential an wanderungswilligen Fischen erhoben werden.

### Autökologische Studien
Mit einem Fischwehr ist es möglich, Fischwanderungen in quantitativem Umfang und ihrem natürlichen zeitlichen Auftreten zu erfassen. In Kombination mit anderen Methoden zum Monitoring von Fischwanderungen (Markierversuch, Telemetrie, …) entsteht so ein komplettes Bild vom Wanderverhalten einzelner Arten.

## Wasserbautechnische Anwendungen
Mit Fischwehren können bereits abgefischte Fische dauerhaft aus dem Bereich von Flussbaustellen ferngehalten werden.